# Псайла, Пиппо
Филипп «Пиппо» Псайла (мальт. Philip «Pippo» Psaila; 2 июня 1957) — мальтийский футбольный тренер и спортивный функционер.

## Биография
С 1991 по 1993 год был наставником сборной Мальты. За это время она провела 17 матчей, в которых одержала пять побед и трижды сыграла вничью. Под руководством Псайлы «крестоносцы» добились значимых успехов в ряде игр. В товарищеских играх мальтийцы обыгрывали Ливию (2:0), Исландию (1:0), Латвию (1:0), а также разгромили Индонезию (3:0). Национальная команда добивалась памятных ничьих с Кореей (1:1) и с Грецией (1:1).
В отборочном турнире к Чемпионату мира 1994 года в США ведомые тренером мальтийцы в первый (и пока в последний) раз финишировали не на последнем месте в своей группе. Это произошло благодаря успехам в противостоянии с Эстонией, которую они и опередили: 0:0 дома и 1:0 в гостях. Очков в других матчах сборная не набирала и финишировала на пятой строчке из шести команд.
После ухода с поста наставника, Пиппо Псайла работал спортивным директором Олимпийского комитета Мальты. На данный момент он занимает должность директора молодёжного департамента в клубе «Гзира Юнайтед».

## В политике
Пиппо Псайла дважды принимал участие в выборах в парламент страны, выдвигаясь по округам от Националистической партии Мальты.

## Достижения
- Победитель международного футбольного турнира на Мальте (1): 1992[13].